# Auftragschweißen
Als Auftragschweißen oder Cladding nach DIN 8580 Beschichten durch Schweißen wird das Schweißen bezeichnet, wenn dabei ausschließlich durch den Schweißzusatzwerkstoff (Draht oder Pulver) ein Volumenaufbau, meist in Form einer Deckschicht, stattfindet. Es zählt somit zum Beschichten.
Zum Beispiel wird ein hochlegierter Stahl als Oberflächenschutz auf hochbelastete metallische Bauteile aufgetragen. Neben konventionellen Lichtbogenschweißverfahren werden das Laserauftragschweißen und das Plasma-Pulver-Auftragschweißen eingesetzt.

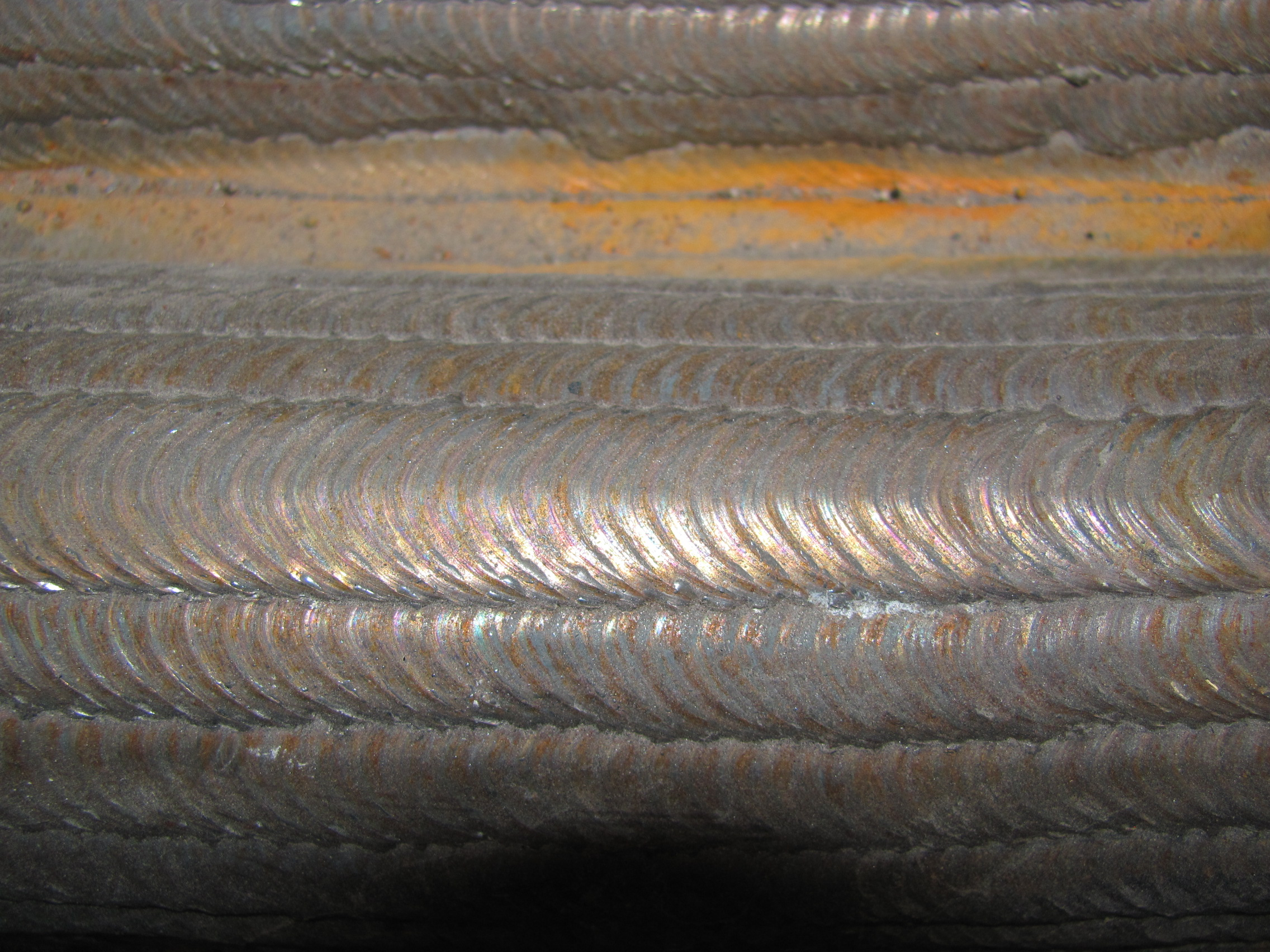
Cladding-Auftragschweißung an einem Kesselrohr

Unter Auftragschweißen ist zu unterscheiden zwischen Panzern (gegen abrasiven Verschleiß), Plattieren (gegen korrosiven Angriff) und Puffern (zum Aufschweißen eines artfremden Metalls). Weiterhin werden Reparaturen von Pressformen und Gleisen mittels Auftragschweißen durchgeführt. Das Haupteinsatzgebiet des Auftragschweißens ist der Kraftwerksbau. Besonders Membranwände und Schottenheizflächen, die in Kraftwerken mit sehr aggressiven Abgasen beaufschlagt werden, unterliegen einem sehr starken Materialabtrag. Besonders betroffen sind Müllverbrennungsanlagen und Biomassekraftwerke für hoch belastete Althölzer, die einen hohen Schwefel- und Halogenanteil im Rauchgas aufweisen. Die stärksten Abtragungen treten hier in dem Bereich mit den höchsten Rauchgastemperaturen, ungeschützten Heizflächen und im Überhitzerbereich auf.
Bei dem Verfahren wird eine hochlegierte Schutzschicht auf einen niedriger legierten Grundwerkstoff aufgetragen. Vorzugsweise werden Nickelbasislegierungen wie Alloy 625 sowie Alloy 686 oder Alloy 59 aufgetragen. Die Stärke der Schutzschicht beträgt 2–3 mm bei typischen Wandstärken von Membranwänden von 4 bis 5 mm. Die Schutzschicht wird zweilagig oder versetzt aufgetragen. Das Grundmaterial muss vor dem Cladden gesandstrahlt werden und unmittelbar mit einem vorübergehenden Schutzanstrich versehen werden. Als Auftragsmethode wird das MAG-Schweißverfahren verwendet. Für lange Standzeiten muss die Schichtdicke des Auftragwerkstoffes gleichmäßig und die Fe-Aufmischung (Diffusion von Eisen in die Beschichtung beim Aufschmelzen) muss gering sein. Das Cladding-Verfahren wird sowohl zur Ertüchtigung von durch Korrosion und Abrasion geschädigter Bauteile als auch für neue Bauteile verwendet. Als typische Abtragungsrate in Müllverbrennungsanlagen werden 0,1 mm / 10000 Stunden aufgeführt.

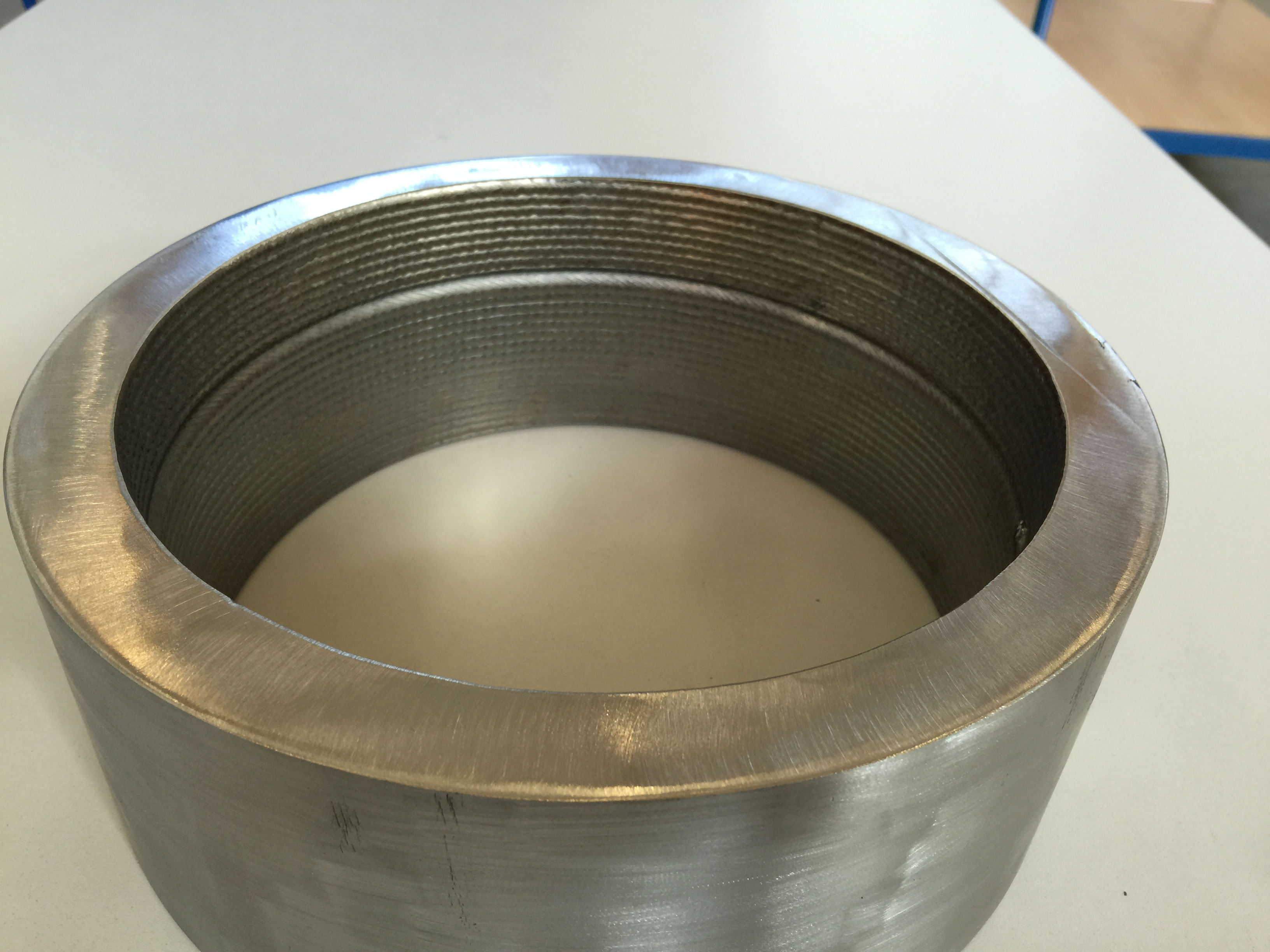
Cladding-Auftragschweißung in einem Rohrstück mit Inconel 625